# Stacey Travis
Stacey Elaine Travis (ur. 29 sierpnia 1964 w Dallas) – amerykańska aktorka, która zaistniała na ekranie z późnych latach 80. XX wieku.

## Życiorys
Urodziła się i dorastała w Dallas w Teksasie w rodzinie katolickiej. Jej starszy brat, Greg Travis (ur. 1958), został aktorem i komikiem stand-upowym. Ukończyła London Academy of Music and Dramatic Arts i Uniwersytet Południowej Kalifornii na wydziale filmowym. Była członkiem i założycielem The Echo Theatre Company. Z grupą teatralną Huggermugger zagrała hrabinę Orsini w Emilli Galotti Lessinga i wystąpiła w A Scrap of Paper Victoriena Sardou.
Zadebiutowała na ekranie w niezależnej komedii fantastycznonaukowej Juliena Temple’a Ziemskie dziewczyny są łatwe (Earth Girls Are Easy, 1988) u boku Geeny Davis i Jima Carreya. Wystąpiła w głównej roli Jill w postapokaliptycznym horrorze Hardware (1990) z udziałem Dylana McDermotta i Iggy’ego Popa, a następnie w komedii Roda Daniela Wspaniały Louis (The Super, 1991) z Joem Pescim jako Heather w drugoplanowej roli, w filmie akcji Tylko dla najlepszych (Only the Strong, 1993) w roli Dianny, nauczycielki szkolnej, w dramacie kryminalnym Traffic (2000) u boku Michaela Douglasa, Benicio del Toro i Catherine Zety-Jones oraz w komediodramacie Ghost World (2001) jako Dana, obiekt uczuć Steve’a Buscemi.
W serialu telewizyjnym stacji UPN The Love Boat: The Next Wave (1998−1999) wcielała się w postać Suzanne Zimmerman. Gościnnie zagrała w serialach: TF1/Métropole 6 Nieśmiertelny (Highlander: The Series), ABC Gotowe na wszystko (Desperate Housewives) jako Jordana Geist oraz NBC Ostry dyżur (ER).

## Filmografia

### Filmy
- 1988: Ziemskie dziewczyny są łatwe (Earth Girls Are Easy) jako Tammy
- 1988: Mordercze kuleczki II (Phantasm II) jako Jeri Reynolds
- 1993: Tylko dla najlepszych (Only the Strong) jako Dianna
- 1997: Udając Boga (Playing God) jako pielęgniarka
- 1999: Superbohaterowie (Mystery Men) jako kobieta władzy
- 1999: Muza (The Muse) jako Phyllis
- 2000: Traffic jako przyjaciółka Heleny
- 2000: Z księżyca spadłeś? (What Planet Are You From?) jako kobieta
- 2000: Zatopieni (Submerged) jako Cindy Kenner, stewardessa lotu
- 2001: Włamanie na śniadanie (Bandits) jako Cloe Miller
- 2001: Ghost World jako Dana
- 2003: Okrucieństwo nie do przyjęcia (Intolerable Cruelty) jako Bonnie Donaly
- 2005: Venom jako Laura
- 2005: Dick i Jane: Niezły ubaw (Fun with Dick and Jane) jako recepcjonistka Jacka
- 2006: Akademia tajemniczych sztuk pięknych (Art School Confidential) jako nauczycielka
- 2008: Wspaniały Buck Howard (The Great Buck Howard) jako Cindy Crown
- 2010: Łatwa dziewczyna (Easy A) jako matka Marianne

### Seriale TV
- 1992: Gdzie diabeł mówi dobranoc jako Suzanne
- 1995: Kroniki Seinfelda jako Holly
- 1995: Życie jak sen jako Lisbett Weeks
- 1996: Naga prawda jako siostra Katherine
- 1996: Szpital Dobrej Nadziei jako Vanessa Hart
- 1997: Szaleję za tobą jako Dawn
- 1994−1997 Nieśmiertelny (Highlander: The Series) jako Renee Delaney
- 1997: Nowe przygody Supermana jako Wendy
- 1997–1998: Ostry dyżur (ER) jako detektyw Weller
- 1998: Diagnoza morderstwo jako Denise Garrett
- 1999: Dotyk anioła jako Sharon Mangione
- 2001: JAG – Wojskowe Biuro Śledcze jako sierżant sztabowy Eileen Morris
- 2001: Nash Bridges jako Sally
- 2001: Dharma i Greg jako Lois
- 2002: Jim wie lepiej jako Janet
- 2002: Kancelaria adwokacka jako Lisa Astin
- 2003: Siódme niebo jako dr Lisa Sterling
- 2004: Frasier jako Cindy
- 2004: Anioł ciemności jako senator Helen Brucker
- 2004: Dwóch i pół jako Linda
- 2006: Reba jako Cheryl Morgan
- 2005: CSI: Kryminalne zagadki Nowego Jorku jako Chandra Heckman
- 2005: CSI: Kryminalne zagadki Miami jako Faith Jennings
- 2007: Orły z Bostonu jako Carol Cabot
- 2004–2007: Gotowe na wszystko (Desperate Housewives) jako Jordana Geist
- 2007: Ekipa jako sekretarka
- 2007: Prywatna praktyka jako Paige Merring
- 2008: Powrót do życia jako June Brimmer
- 2010: Wirtualna liga jako sędzia Humphrey
- 2010: Sons of Tucson jako pani Powell
- 2010: Powodzenia, Charlie! jako Linda Walsh
- 2011: Teoria wielkiego podrywu jako Sandy
- 2012: Współczesna rodzina jako Kim
- 2016: Mamuśka jako Deborah
- 2018–2019: S.W.A.T. – jednostka specjalna jako Nikki